# Filtro passa basso
Un filtro passa basso è un sistema che permette il passaggio di frequenze al di sotto di una data soglia, detta frequenza di taglio, attenuando le alte frequenze.
In elettronica può essere costituito da circuiti di diverso tipo. Può essere di tipo attivo o passivo a seconda della presenza nel circuito di elementi attivi quali amplificatori oppure di soli componenti passivi. In base alla pendenza del taglio in frequenza, si può inoltre distinguere tra filtri passa basso di primo ordine (20 dB per decade), di secondo ordine (40 dB per decade), di terzo ordine (60 dB per decade) e così via, che è anche la classificazione dei filtri in cascata, come il doppio passa basso e il doppio passa alto.
L'opposto di tale filtro è il filtro passa alto che permette il passaggio di frequenze al di sopra della frequenza di taglio, bloccando quindi le basse frequenze. Esiste anche il filtro passa banda che permette solo il passaggio di frequenze vicino alla frequenza di risonanza.

## Filtro passivo passa-basso

Schema realizzativo-circuitale di un filtro passa-basso passivo

Il filtro passa basso passivo, tra i filtri più facili da realizzare, è il circuito RC in serie che ha la caratteristica di far passare tutte le componenti di frequenza comprese tra 0 Hz e la frequenza di taglio, che dipende dalle caratteristiche degli elementi che lo costituiscono. Oltre tale frequenza il filtro attenua le componenti in frequenza del segnale.
Le funzioni di rete possono essere calcolate usando il metodo operatoriale, per esempio calcolando l'impedenza e/o l'ammettenza che sono:
{\displaystyle \mathbf {Z} (s)={\frac {1}{1+sRC}}}
{\displaystyle \mathbf {Y} (s)={\frac {1}{R+1/sC}}={\frac {sC}{1+sRC}}={\frac {1}{R}}{\frac {\tau s}{1+\tau s}}}
dove {\displaystyle \tau =RC} è la costante di tempo caratteristica del circuito. La funzione {\displaystyle \mathbf {Z} (s)} ha un polo per {\displaystyle s=-{\frac {1}{\tau }}}. Queste due funzioni di rete definiscono completamente la risposta del circuito a qualsiasi segnale di ingresso. La risposta in frequenza del filtro si può ricavare dall'impedenza operando il prolungamento analitico: {\displaystyle s\to j\omega }, per ottenere la funzione di trasferimento:
{\displaystyle k(j\omega )={\frac {1}{1+j\omega \tau }}={\frac {1}{1+j\omega RC}}}
che ha ampiezza:
{\displaystyle |k(j\omega )|={\frac {1}{\sqrt {1+\omega ^{2}\tau ^{2}}}}={\frac {1}{\sqrt {1+\omega ^{2}R^{2}C^{2}}}}}
e fase:
{\displaystyle \phi (\omega )=-\arctan(\omega \tau )=-\arctan(\omega RC)}.
Rappresentando graficamente queste due quantità tramite i diagrammi di Bode si vede che l'ampiezza rimane costante fino alla frequenza di taglio che si ricava imponendo per definizione:
{\displaystyle |k(j\omega )|={\frac {1}{\sqrt {1+\omega ^{2}R^{2}C^{2}}}}={\frac {1}{\sqrt {1+1}}}={\frac {1}{\sqrt {2}}}}
che corrisponde ad una attenuazione del segnale di 3 dB, ottenendo:
{\displaystyle \omega _{t}={\frac {1}{\tau }}\,\,\rightarrow \,\,f_{t}={\frac {1}{2\pi \tau }}}.
Dopo tale valore l'ampiezza del segnale diminuisce di 20 dB per decade. I valori asintotici dell'ampiezza e della fase sono:
{\displaystyle |k(j\omega =0)|=1}
che significa che il sistema RC trasmette il segnale in continua,
{\displaystyle |k(j\omega )|\to 0\,\,\,,\omega \to \infty }
che significa appunto che l'ampiezza si annulla per alte frequenze, mentre per la fase:
{\displaystyle \phi (\omega =0)=0}
{\displaystyle \phi (\omega )=-{\frac {\pi }{2}}\,\,\,,\omega \to \infty }
{\displaystyle \phi (\omega =\omega _{t})=-{\frac {\pi }{4}}}
che significano che il segnale di uscita dal filtro sarà sfasato rispetto all'ingresso, con valori particolari per {\displaystyle -\pi /2} e {\displaystyle -\pi /4}.
L'impedenza del condensatore è inversamente proporzionale alla frequenza del segnale, così che quando il segnale in ingresso ha bassa frequenza, l'impedenza del condensatore è molto alta e la maggior parte della tensione cade ai suoi capi. A seconda del valore della resistenza, al di sotto una certa frequenza (la frequenza di taglio del circuito), ai capi del condensatore la tensione è pressoché uguale alla tensione di ingresso. Quando invece il valore della frequenza in ingresso supera il valore della frequenza di taglio, la tensione in uscita è minore di quella di ingresso.
Il calcolo della frequenza di taglio o dei componenti per avere una certa frequenza di taglio possono anche essere automatizzati, anche con strumenti online

## Filtro attivo passa-basso

Schema realizzativo-circuitale di un filtro passa basso attivo

Un altro tipo di circuito elettrico è il filtro attivo passa-basso a retroazione negativa multipla, così chiamato per la caratteristica di avere un singolo anello di retroazione in modalità invertente (collegato al pin invertente dell'amplificatore operazionale).
Il circuito mostrato in figura è un filtro di questo tipo del primo ordine, la frequenza di taglio (in hertz) è definita come:
{\displaystyle f_{\text{c}}={\frac {1}{2\pi R_{2}C}}}
o (in radianti al secondo):
{\displaystyle \omega _{\text{c}}={\frac {1}{R_{2}C}}.}
Il guadagno in banda passante è -R2/R1, con una pendenza di -6 dB per ottava cioè -20 dB/decade in quanto si tratta di un filtro di primo ordine.

## Integratore

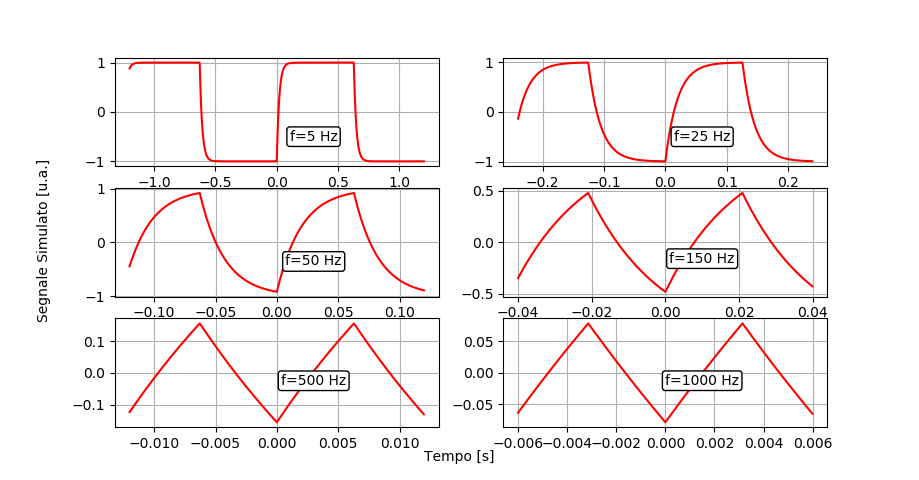
Simulazione del segnale di uscita di un integratore RC con all'ingresso un'onda quadra. La frequenza di taglio è stata scelta come Hz

Il filtro passivo passa basso ha un'equazione dinamica lineare che descrive il circuito data da:
{\displaystyle v_{in}(t)=Ri(t)+v_{out}}
oppure riscritta:
{\displaystyle v_{in}-v_{out}=Ri(t)}.
Integrando ambo i membri di questa equazione si trova:
{\displaystyle \int (v_{in}-v_{out})dt=R\int i(t)\,dt}.
Ora se vale la condizione {\displaystyle v_{in}\gg v_{out}} cioè se la caduta di tensione ai capi del condensatore è molto piccola rispetto alla caduta di potenziale ai capi della resistenza, allora si ha come soluzione:
{\displaystyle \int v_{in}dt\simeq R\int i(t)\,dt\simeq RCv_{out}}
cioè il segnale di uscita è proporzionale all'integrale del segnale in ingresso (circuito integratore). Si può anche vedere più esplicitamente che per realizzare un integratore ideale dovremmo avere in termini di frequenza:
{\displaystyle \mathbf {V} _{out}(\omega )={\frac {1}{\lambda \omega }}\mathbf {V} _{in}}
cioè dovrebbe avere una funzione di trasferimento:
{\displaystyle k(j\omega )={\frac {1}{\lambda \omega }}}
dove {\displaystyle \lambda } è un fattore costante di proporzionalità. In base alla risposta in frequenza del filtro passa basso il filtro approssima bene un integratore solo per {\displaystyle \omega \tau \gg 1}, nella regione delle alte frequenze che ha impedenza capacitiva molto bassa e la curva dell'ampiezza è lineare.
Per un integratore più preciso si deve utilizzare un elemento attivo come l'amplificatore operazionale che permette di produrre un integratore analogico molto efficiente.